# Henri-Louis de Nassau-Sarrebruck
Henri-Louis-Charles-Albert, prince de Nassau-Sarrebruck, est un militaire, né le 9 mars 1768 à Sarrebruck et mort le 27 avril 1797 près de Cadolzburg.

## Biographie
Il est le fils de Louis de Nassau-Sarrebrück et de Wilhelmine de Schwarzbourg-Rudolstadt. 
Il suit ses études à Strasbourg, puis à Göttingen, avant de réaliser son Grand Tour.
En 1793, il entre au service de l'armée prussienne comme colonel de cavalerie. Il meurt en 1797 d'une chute de cheval.